# ردس انرژتیکاس ناسیونایس
ردس انرژتیکاس ناسیونایس (به پرتغالی: Redes Energéticas Nacionais) شرکت انرژی پرتغالی است، که وظیفه مدیریت بر دو شبکه زیرساخت انرژی کشور پرتغال را، برعهده دارد؛ شبکه ملی انتقال برق و شبکه ملی خطوط لوله انتقال گاز طبیعی.
شرکت ردس انرژتیکاس همچنین فعالیت گسترده‌ای در ذخیره‌سازی، حمل‌ونقل و انتقال ال‌ان‌جی داشته و مالک یک ترمینال انتقال گازمایع در بندر ساینس، پرتغال می‌باشد.
دفتر مرکزی این شرکت در شهر لیسبون، پرتغال قرار دارد و بخشی از سهام آن در بورس یورونکست لیسبون معامله می‌شود.
سهام‌داران اصلی شرکت ردس انرژتیکاس ناسیونایس عبارتند از: استیت گرید کورپوریشن چین (۲۵٪)، شرکت نفت عمان (۱۵٪)، انرژیاس دی پرتغال (۵٪) و رد الکتریکا (۵٪).